# Legea lui Lenz
Legea lui Lenz este numit după omul de știință german H.F. Lenz în 1834. Legea lui Lenz respectă a treia lege a mișcării lui Newton (i.e la fiecare acțiune există întotdeauna o reacție egală și opusă) și conservarea energiei (adică energia nu poate fi nici creată, nici distrusă, prin urmare suma tuturor energiilor din sistem este o constantă)
Legea lui Lenz se bazează pe legea lui Faraday de inducție, deci înainte de înțelegere Legea lui Lenz ; trebuie să știm care este legea lui Faraday. Când un câmp magnetic în schimbare este legat cu o bobină, în el este indusă o emf. Această schimbare a câmpului magnetic poate fi cauzată de schimbarea intensității câmpului magnetic prin deplasarea unui magnet spre sau departe de bobină sau prin deplasarea bobinei în sau în afara câmpului magnetic, după cum se dorește. Sau, în cuvinte simple, putem spune că magnitudinea emf indusă în circuit este proporțională cu rata de schimbare a fluxului.
Legea lui Lenz afirmă că atunci când o emf este generată de o schimbare în flux magnetic conform Legii lui Faraday, polaritatea emf-ului indus este astfel încât produce un curent magnetic care se opune schimbării care îl produce.
Semnul negativ utilizat în legea lui Faraday de inducție electromagnetică indică faptul că emf (ε) indus și schimbarea fluxului magnetic (δΦB) au semne opuse.

## Aplicarea Legii lui Lenz
- Legea lui Lenz poate fi folosit pentru a înțelege conceptul de stocare de energie magnetică într-un inductor. Atunci când o sursă de emf este conectată printr-o bobină, un curent începe să curgă prin ea. Emf-ul din spate se va opune acestei creșteri a curentului prin inductor. Pentru a stabili fluxul de curent, sursa externă a emf trebuie să facă unele eforturi pentru a depăși această opoziție. Această lucrare poate fi făcută prin emf este stocat în inductor și poate fi recuperat după îndepărtarea sursei externe de emf din circuit
- Această lege indică faptul că emf-ul indus și schimbarea fluxului au semne opuse care oferă o interpretare fizică a alegerii semnului din Legea de inducție a lui Faraday.
- Legea lui Lenz se aplică, de asemenea, generatoarelor electrice. Când un curent este indus într-un generator, direcția acestui curent indus este astfel încât se opune și provoacă rotația generatorului (conform legii lui Lenz) și, prin urmare, generatorul necesită mai multă energie mecanică. Acesta oferă, de asemenea, înapoi emf în cazul motoarelor electrice.
- Legea lui Lenz este, de asemenea, utilizat în frânele electromagnetice și în topurile de gătit cu inducție.